# John William Dawson
John William Dawson (Pictou, 13 de octubre de 1820-Montreal, 19 de noviembre de 1899) fue un geólogo, paleontólogo, zoólogo y botánico canadiense, rector de la Universidad McGill.

## Biografía
Nació en octubre de 1820 en Pictou, en la provincia de Nueva Escocia. De ascendencia escocesa, Dawson terminó sus estudios en la Universidad de Edimburgo en 1842, con estudios en geología y en historia natural con la dirección de Robert Jameson. Retornó a Nueva Escocia en 1842, acompañado de Charles Lyell en su primera visita a ese territorio.
Dawson fue nombrado superintendente de educación (1850-1853); y en la misma época comenzó a interesarse y apasionarse con la geología de Canadá, estudiando particularmente especies botánicas fósiles del Carbonífero. Es en esos estratos, y con la colaboración de Lyell (ya en su segunda visita), que descubrió en 1852 el primer resto de un reptil respirando con aire libre, nombrándolo Dendrerpeton. Describió también las plantas fósiles del Silúrico, Devónico y las rocas del Carbonífero del Canadá para la Geological Survey of Canada (1871-1873).
De 1855 a 1893 fue profesor de geología y rector de la Universidad McGill, un establecimiento que bajo su influencia alcanzó alta reputación. Fue miembro de la Real Sociedad (FRS) en 1862. Cuando la Real Sociedad del Canadá se creó, fue el primero en ocupar la banca presidencial; e igualmente fue presidente de la British Association for the Advancement of Science luego de su reunión en Birmingham, en 1886; y presidente de la American Association for the Advancement of Science.
El nombre de William Dawson está sobre todo asociado con el Eozoon canadense, que en 1864 describió como un organismo cercano a una estructura foraminífera. Ese «fósil» se halló en rocas laurentianas, y lo consideraba el sistema vivo más anciano de la geología. Su opinión sobre tal sujeto fue replicada por el geólogo irlandés William King, refutándolo, ese pretendido organismo es considerado actualmente como una estructura mineral.
Fue nombrado compañero de la Orden de San Miguel y San Jorge en 1881, y en 1884 es nombrado "Sir".
En sus escritos sobre los sujetos geológicos, conservaba una actitud netamente inspirada en la religión, rehusando admitir que el humano pudiera descender por evolución de ancestros animales, y afirmando que la especie apareció en la tierra en una época muy reciente.
Además de numesosas memorias en las publicaciones de las sociedades pertenecientes, publicó Geología Acadiana:
- The geological structure, organic remains and mineral resources of Nova Scotia, New Brunswick, and Prince Edward Island (1855, 3.ª ed. 1878)
- Air-breathers of the Coal Period (1863)
- The Story of the Earth and Man (1873; 6.ª ed. 1880)
- The Dawn of Life (1875)
- Fossil Men and their Modern Representatives (1880)
- Geological History of Plants (1888)
- The Canadian Ice Age. Montreal 1893 (doi:10.5962/bhl.title.38902)
- Modern Ideas of Evolution as Related to Revelation and Science. 1890
- The origin of the world according to Revelation and Science. New York 1877 (Project Gutenberg)
- Fifty years of work in Canada. Londres 1901

El hijo de John, George Mercer Dawson (1849-1901), también geólogo, fue un científico reputado y respetado.
Fallecido en noviembre de 1899, fue sepultado en el Cimetière Mont-Royal de Montreal. En esa época se lo honra colocando su nombre al Colegio Dawson". En su honor se nombra dawsonita al mineral que se descubre durante la construcción del Museo Redpath, con el que había estado íntimamente ligado.

## Honores

### Eponimia
- Dawsonita, mineral nombrado en su honor.
- Collège Dawson de Montreal, con su nombre.
- La abreviatura «Dawson» se emplea para indicar a John William Dawson como autoridad en la descripción y clasificación científica de los vegetales.[2]

## Abreviatura (zoología)
La abreviatura Dawson  se emplea para indicar a John William Dawson como autoridad en la descripción y taxonomía en zoología.